# 立野 (市原市)
立野（たての）は、千葉県市原市の有秋地区にある大字。郵便番号は299-0121。

## 概要
千葉県市原市の最西部にある有秋地区に位置する。かつて市原市役所有秋支所が置かれる前は姉崎地区の一部であった。地内に字鎌倉街道が残り、旧家の切替家に源頼朝が宿泊したという伝説がある。

## 歴史

### 地名の由来
地名の由来は、「たて(台地)・の(野)」で小台地問意味。

## 世帯数・人口
2023年（令和5年）4月1日現在の世帯数と人口に関する情報は以下の通りである。
| 町丁字 | 世帯数  | 人口  | 人口 | 人口  | 人口     | 人口     | 人口  | 人口   | 世帯人員 |
| 町丁字 | 世帯数  | 総数  | 若年 | 若年  | 生産年齢 | 生産年齢 | 老年  | 老年   | 世帯人員 |
| ------ | ------- | ----- | ---- | ----- | -------- | -------- | ----- | ------ | -------- |
| 立野   | 122世帯 | 309人 | 16人 | 5.18% | 182人    | 58.90%   | 111人 | 35.92% | 2.53人   |

## 通学区域
市立小学校・市立中学校と県立高等学校の通学区域は以下の通りである。
| 大字 | 範囲 | 小学校               | 中学校             | 高等学校 |
| ---- | ---- | -------------------- | ------------------ | -------- |
| 立野 | 全域 | 市原市立有秋東小学校 | 市原市立有秋中学校 | 第9学区  |